# 大衛·巴克
大卫·巴克（David Barker）是英国顾问医师及流行病学家，為DOHaD理论的创始人，曾擔任南安普敦大学临床流行病学教授。

## 生平
大卫·巴克出生于英国，於1959年獲伦敦大学理科学士一级荣誉学士，1962年获伦敦大学医学学士学位，1966年获伯明翰大学哲学博士学位。1968年成为皇家内科医师学会会员，1974年获伦敦大学医学博士学位，1998年成为皇家学会会员。
1980年代，巴克发现低出生体重的人更容易患冠心病、高血压、中风和糖尿病。在西方世界，很多婴儿营养不良，因为他们的母親饮食不均衡或太单一，身体超重或过于孱弱，从而使得胎盘没有从母体取得足够的营养提供给胎儿。而在發展中國家或地區，很多婴儿营养不良是因为他们的母亲在年轻时患有慢性营养不良。
1995年，巴克提出了“成人疾病的胎儿起源”假说（Fetal origins of adult disease，FOAD），就是著名的“巴克假说”（Barker hypothesis）。
这一假说认为胎儿在孕中晚期营养不良，会引起生长发育失调，从而导致成年后易患冠心病。该假说成功解释了宫内环境在成年慢性疾病发生发展中的作用。随着研究的深入和扩展，“成人疾病的胎儿起源”的概念渐渐发展成了“健康和疾病的发育起源（DOHaD）”的理论。
在巴克等一批学者的大力推动下，成立了世界DOHaD学术组织、举办世界DOHaD学术大会、创办DOHaD杂志、建立DOHaD研究中心等，使DOHaD研究得到实质性进步并迅速发展。

2013年8月26日，David Barker教授因病医治无效逝世。

## 对中国DOHaD发展的推动
2005年，David Barker教授受邀来到中国，全国20个城市举办大型学术讲座，通过学术讲座将DOHaD理念引入中国，超过3000名医护人员参与。

2008年，在他的大力推动下，中国DOHaD（都哈）联盟在杨慧霞和段涛两位教授的牵头下于上海成立。

2013年4月，在苏州举办的“围产医学与胎源性健康和疾病研讨会”上，Barker教授通过网络讲座的形式，再次为中国学者带来DOHaD理念的最新进展。

可以说，David Barker教授对于中国DOHaD理念的传播和推广起着至关重要的作用。

## 荣誉
巴克撰写、讲座讲解很多关于子宫内营养和其终生的因果关系，从而获得了很多国际奖项。
- 皇家学会韦尔科姆金奖
- 达能国际营养奖
- 玛希敦王子奖
- 伊普森基金奖和理查-多尔奖

## 研究
目前巴克教授的研究集中于胎盘在后期生活中对慢性疾病和癌症编程的作用。实验证据显示：尽管母亲营养充足，但若胎儿胎盘转运系统不足，仍可能导致营养不良。母亲、胎儿和胎盘之间的关系像是比较脆弱而容易被扰乱。

### 赫尔辛基出生队列
1995年代，巴克教授曾与芬兰赫尔辛基的国家健康与福利研究所合作，建立了赫尔辛基出生队列项目，其包含了1924-1944年间在这座城市出生的20000名男性和女性。这些人在有生之年被随访，关于他们的早期生长和成年后的健康有详细的信息。至今，该合作项目已产生了将近100篇学术刊物。（该研究目前由国家卫生研究所资助。）
出生时资料的收集包括胎盘的详细测量，该研究最近的焦点为：
- 母亲身体大小和胎盘大小在慢性疾病编程中的作用
- 成熟和寿命的编程
- 癌症的胎儿编程
- 编程的性别差异

### 马赛研究
该研究的目的是确定胎儿和儿童的生长如何影响早期成年生命的心脏结构，由先进的核磁共振成像技术测量。（这些研究由达能资助）

### 沙特阿拉伯
巴克教授与沙特国王大学合作，由該校资助设立了一系列研究，目的在于：
- 描绘沙特阿拉伯的胎儿和胎盘生长的特征；
- 调查母亲饮食对胎盘生长和功能的影响；
- 确定斋月期间生活方式的改变对胎盘生长和功能的影响。

### 荷兰
巴克教授与阿姆斯特丹医疗中心合作，正在调查荷兰的战时饥荒对胎盘生长和后期疾病的胎盘编程的影响。

### 印度
与凱洛琳·弗爾（Caroline Fall）教授合作研究：
- 胎盘大小的母亲的决定因素
- 出生于迈索尔的印度儿童中血压的胎盘编程。

## 参与编著

### 书籍
- 2010年参与编写《The maternal and placental origins of chronic disease》一书。
- 2008年编写并出版《Human growth and cardiovascular disease》一书。

### 杂志期刊

#### 2013年
- 参与编著《Maternal cotyledons at birth predict blood pressure in childhood》发布在《Placenta》。
- 参与编著《Foetal and childhood growth and asthma in adult life》发布在《Acta Paediatrica》。
- 参与编著《The shape of the placental surface at birth and colorectal cancer in later life》发布在《American Journal of Human Biology》。

#### 2012年
- 参与编著《A possible link between the pubertal growth of girls and prostate cancer in their sons》发布在《American Journal of Human Biology》。

#### 2011年
- 参与编著《The lifespan of men and the shape of their placental surface at birth》发布在《Placenta》。
- 参与编著《How boys grow determine how long they live》发布在《American Journal of Human Biology》。

#### 2010年
- 参与编辑《The early origins of chronic heart failure: impaired placental growth and initiation of insulin resistance in childhood》发布在《European Journal of Heart Failure》。

发布在《The prenatal origins of lung cancer. II. The placenta》发布在》American Journal of Human Biology》。

- 参与编辑《The surface area of the placenta and hypertension in the offspring in later life》发布在《International Journal of Developmental Biology》。

#### 2008年
- 参与编辑《Constraints on the food choices of women with lower educational attainment》发布在《Public Health Nutrition》。
- 参与编辑《A possible link between the pubertal growth of girls and ovarian cancer in their daughters》发布在《American Journal of Human Biology》。

#### 2007年
- 参与编辑《Introduction: the window of opportunity》发布在《Journal of Nutrition》。
- 参与编辑《Obesity and early life.》发布在《Obesity Reviews》。
- 参与编辑《Maternal and social origins of hypertension》发布在《Hypertension》。
- 参与编辑《The origins of the developmental origins theory》发布在《Journal of Internal Medicine》。

#### 2006年
- 参与编辑《Mechanisms of disease: in utero programming in the pathogenesis of hypertension》发布在《Nature Clinical Practice Nephrology》。
- 参与编辑《Birth weight and hypertension》发布在《Hypertension》。

#### 2005年
- 参与编辑《Trajectories of growth among children who have coronary events as adults》发布在《New England Journal of Medicine》。
- 参与编辑《Developmental antecedents of cardiovascular disease: a historical perspective》发布在《Journal of the American Society of Nephrology》。
- 参与编辑《The developmental origins of insulin resistance》发布在《Hormone Research》。
- 参与编辑《Infant growth and income 50 years later》发布在《Archives of Disease in Childhood》。

#### 2004年
- 参与编辑《The developmental origins of adult disease》发布在《Journal of the American College of Nutrition》。
- 参与编辑《The developmental origins of well-being》发布在《Philosophical Transactions of the Royal Society B: Biological Sciences》。
- 参与编辑《Developmental origins of adult health and disease》发布在《Journal of Epidemiology and Community Health》。
- 参与编辑《The developmental origins of chronic adult disease》发布在《Acta Paediatrica.Supplement》。
- 参与编辑《Altered regional blood flow in the fetus: the origins of cardiovascular disease?》发布在《Acta Paediatrica》。

#### 2003年
- 参与编辑《 The midwife, the coincidence, and the hypothesis》发布在《British Medical Journal》。
- 参与编辑《 The developmental origins of adult disease》发布在《 European Journal of Epidemiology》。
- 参与编辑《 Prenatal influences on stroke mortality in England and Wales》发布在《 Stroke》。
- 参与编辑《 Low birth weight, early growth and chronic disease in later life》发布在《Paediatric Basics》。
- 参与编辑《 Coronary heart disease: a disorder of growth》发布在《Hormone Research》。
- 参与编辑《 Fetal Origins Of Adult Health. Commentary: Developmental origins of raised serum cholesterol》发布在《International Journal of Epidemiology》。

#### 2002年
- 参与编辑《 Fetal programming of coronary heart disease》发布在《rends in Endocrinology and Metabolism》。
- 参与编辑《 Growth and living conditions in childhood and hypertension in adult life: a longitudinal study》发布在《Journal of Hypertension》。
- 参与编辑《 Commentary: Components in the interpretation of the high mortality in the county of Finnmark》发布在《International Journal of Epidemiology》。